# بیس ریور (ماساچوست)
بیس ریور (به انگلیسی: Bass River) یک منطقهٔ مسکونی در ایالات متحده آمریکا است که در ماساچوست واقع شده‌است.